# Воль (деревня)
 Воль — деревня в Усть-Куломском районе Республики Коми в составе сельского поселения Нижний Воч.

## География
Расположена на правом берегу реки Воль на расстоянии примерно 68 км по прямой от районного центра села Усть-Кулом на юг-юго-восток.

## История
Известна с 1916 года как деревня Дёма с 6 дворами и 30 жителями, в 1926 (Дёма или Воль) с 10 дворами и 52 жителями, в 1939 году отмечалась как Суворово-Воль.

## Население
Постоянное население составляло 15 человек (коми 100 %) в 2002 году, 15 в 2010.